# Wagrami csata
A wagrami csata (1809. július 5–6.) a francia-lengyel-olasz-német és osztrák csapatok között lezajlott összecsapás.

## Előzmények
A wagrami csata az ötödik koalíciós háború döntő ütközete volt. A csata Bécstől északkeletre lévő Morva-mező nevű síkságon zajlott le, ahol 154 000 francia szövetséges katonából álló erő csapott össze a 158 000 főnyi, Károly főherceg vezette osztrák haderővel.
1809 májusában I. Napóleon Aspern-Esseling mellett vereséget szenvedett, de az előrenyomulást tovább folytatta, míg az osztrákok folyamatosan hátráltak előle. Az asperni csata után Napóleonnak egy gyors győzelemre volt szüksége, hogy megelőzze egy nagyobb franciaellenes koalíció létrejöttét. Károly főherceg 23 km széles frontszakaszon védekezésre készülve állította fel csapatait és várta a franciák megérkezését. (A frontvonal középpontjában Wagram falu állt.)

## A csata

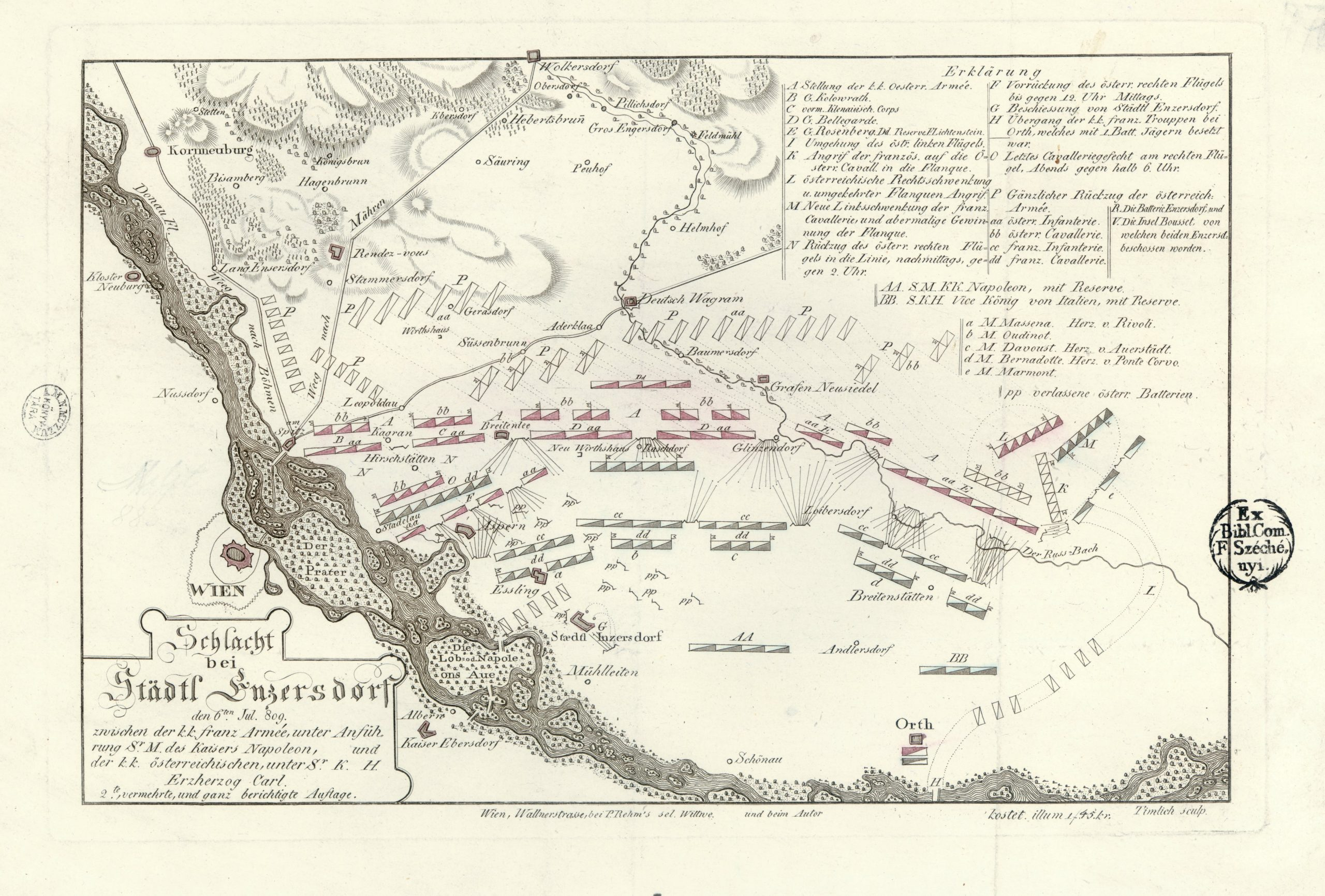
A csata térképe korabeli rézmetszeten

Napóleon még a 30 000 főnyi, János főherceg vezette osztrák erősítés megérkezése előtt támadást indított. Július 5-én átkelt a Dunán, de az osztrákok visszaverték a francia csapatokat.
Július 6-án reggel Károly főherceg támadást indított a franciák és szövetségeseik déli szárnya ellen, hogy a Dunának szorítsa ezt a seregrészt. Napóleon főcsapása az osztrákok északi szárnya ellen irányult. Déli szárnyának megerősítésével visszaverte az ottani osztrák támadást, miközben északon sikerült áttörnie az osztrák vonalakat. Ezután Napóleon a végső csapást az osztrákokra középen mérte. Károly öccse, János főherceg csak késő délután érkezett meg az erősítéssel, amikor a Károly főherceg vezette fősereg már visszavonulóban volt.
A tüzérségnek az addigi hadtörténetben példátlan intenzitású alkalmazása miatt a csata roppant véráldozattal járt: az osztrákok több mint 40 000, a franciák 34 000 katonát vesztettek.

## Eredményei
A csata után az osztrákok fegyverszünet megkötésére kényszerültek, ami októberben a schönbrunni békeszerződés megkötéséhez vezetett. Vagyis véget vetett annak a háborúnak, amelyet a Habsburg Birodalom vívott a német államok feletti francia ellenőrzés megtöréséért.